# پاپ کورن (آلبوم)
«پاپ کورن» نام یک آلبوم موسیقی اثر شادمهر عقیلی، هنرمند ایرانی است که در فروردین ماه سال ۱۳۸۵ منتشر شد. آلبوم پاپ کورن، سومین آلبوم رسمی شادمهر پس از مهاجرتش از ایران می‌باشد.

## حواشی
این آلبوم که در ابتدا قرار بود با عنوان تلافی منتشر شود اما بعلت پخش غیررسمی آهنگ‌های قدیمی شادمهر در آلبومی به نام تلافی در ایران، شادمهر از پخش آلبوم منصرف شد. او شروع به ساخت آلبومی جدید با اهنگ‌هایی جدید گرفت. - آهنگ pop corn برگرفته از ملودی یک آهنگ معروف یونانی قدیمی از اثر های گرشن کینگزلی هستش که شادمهر عقیلی به عنوان اولین خواننده و آهنگ ساز پاپ ایرانی این آهنگ را با ترانه از شاهد سالمی بازسازی کرده‌است. در آهنگ آغوش شادمهر از ترکیب دو شعر شاهد سالمی و نیلوفر لاری پور این آهنگ رو ساخته که البته در کاور فقط اسم نیلوفر لاری پور عنوان شده که باید اشاره کرد که فقط این قسمت از شعر مربوط به نیلوفر لاری پور هست: (موندنو سوختن و ساختن همه یادگاره عشقه .. انتقام از تو گرفتن کار من نیست کار عشقه) و بقیه متن شعر مال شاهد سالمی هستش که باعث اعتراض نیلوفر لاری پور در آن زمان شد.

## فهرست آهنگ‌ها
| نام آهنگ   | ترانه‌سرا                                                                                  | آهنگساز                  | تنظیم        |
| ---------- | ----------------------------------------------------------------------------------------- | ------------------------ | ------------ |
| انگیزه     | شادمهر عقیلی                                                                              | ملودی لاتین              | شادمهر عقیلی |
| بیا اینجا  | شادمهر عقیلی                                                                              | شادمهر عقیلی             | شادمهر عقیلی |
| می خواستمت | شادمهر عقیلی و مازیار خادمی                                                               | شادمهر عقیلی             | شادمهر عقیلی |
| اونه اونه  | شادمهر عقیلی                                                                              | شادمهر عقیلی             | شادمهر عقیلی |
| پاپ کورن   | شاهد سالمی                                                                                | Gershon Kingsley         | شادمهر عقیلی |
| بی تو      | جواد شریف پور                                                                             | برگرفته از موسیقی یونانی | شادمهر عقیلی |
| محال       | شیدا شفیعی پور                                                                            | شادمهر عقیلی             | شادمهر عقیلی |
| آغوش       | شاهد سالمی و نیلوفر لاری پور - = ترجیع بند این آهنگ متعلق به خانم نیلوفر لاری پور می‌باشد. | شادمهر عقیلی             | شادمهر عقیلی |
| ماندگار    | شیدا شفیعی پور                                                                            | شادمهر عقیلی             | شادمهر عقیلی |